# Михаљ Лацко
Михаљ Лацко (мађ. Laczkó Mihály; Будимпешта, 23. јул 1940) је био фудбалер, нападач, члан Олимпијске репрезентације Мађарске и играо је на позицији десног халфа. Био је играч МТК тима који је стигао до финала Купа победника купова 1963/64. Касније предузетник, инжењер, економиста.

## Каријера

### Клуб
Између 1959. и 1967. године био је играч МТК-а. Са клубом је био полуфиналиста Купа сајамских градова 1962, члан победничког тима 1963, финалиста КПК-а 1964. У сезони 1962/63, завршио је други у лиги са тимом МТК. У сезони 1968. и 1969. играо је у тиму Еђетертеша. Између 1970. и 1972. био је играч Ваци Изо МТЕ и овде је престао са активним фудбалом.

### Репрезентација
Био је четворострука резерва у Олимпијској репрезентацији Мађарске (1962/63.), пет пута је био члан Б тима Мађарске (1962/63) и пет пута је играо за олимпијски тим Мађарске (1963/64, 2 гола).

## Достигнућа
- Прва лига Мађарске у фудбалу
  - другопласирани: 1962/63.
- Куп сајамских градова (КСГ)
  - финалиста: 1961/62.
- Митропа куп (МК)
  - победник: 1963.
- Куп победника купова (КПК)
  - финалиста: 1963/64.